# 大鰭副鰻口魚
大鰭副鰻口魚為輻鰭魚綱鯨頭魚目奇鰭魚科的其中一種，分布於東大西洋，從葡萄牙南部至馬德拉群島及西印度洋海域，屬深海魚類，棲息深度可達1400公尺，體長可達3.5公分。